# Турсунов, Фархад Юсупбаевич
Фархад Юсупбаевич Турсунов (род. 30 октября 1931 года, Чимкент, УзбССР, СССР) — советский и узбекский архитектор, член-корреспондент Академии художеств СССР (1979), почётный член Российской академии художеств. Иностранный член РААСН. Заслуженный архитектор Узбекской ССР (1981).

## Биография
Родился 30 октября 1931 года в городе Чимкент Узбекской ССР, живёт и работает в Ташкенте.
В 1957 году окончил архитектурное отделение Среднеазиатского политехнического института (Ташкент), затем до 1962 года преподавал там же.
Работал в «Гипросельстрой» Самарканда (1962), главный инженер проекта, заместитель главного архитектора Ташкента (1966-69), научно-исследовательский и проектный институт Генплана Ташкента (1969-85), директор (с 1976).
С 1965 года — член Союза архитекторов СССР, заместитель Председателя Союза архитекторов Узбекистана (1966, 1968-80), член секретариата Правления (1968), член правления Союза архитекторов СССР (1988).
В 1979 году — избран членом-корреспондентом Академии художеств СССР, является почётным членом Российской академии художеств.

## Проекты и постройки, публикаци
Проекты и постройки: жилые дома для колхозов Самаркандской области (руководитель авторского коллектива, 1963-75); комплекс площади «Дружбы народов» (совм. с Е. Г. Розановым и С. Р. Адыловым, 1974-80), музей «Дружбы народов СССР» (1976), проект генерального плана г. Ташкента и реконструкция площади В. И. Ленина (совм. с Розановым, Л. Т. Адамовым, Ю. П. Пурецким, 1977 и 1980), станция метрополитена «Пахтакор» (в составе авторского коллектива, 1977), выставочный павильон Союза архитекторов Узбекистана в г. Ташкенте (совм. с Р. А. Хайрутдиновым, 1977), жилой микрорайон «Алмазар» (руководитель авторского коллектива, 1978-80), Дворец пионеров и школьников (совм. с Садыковым и др., 1978), административное здание на ул. Узбекистанской (совм. с А. Х. Садыковым, В. А. Дашкевичем и др., 1980) все — в г. Ташкенте, спальный комплекс санатория «Узбекистан» в г. Кисловодске (совм. с С. Ю. Петровым, 1980-82), центр зимних видов спорта в г. Заамине, Узбекистан (в составе авторского коллектива, 1981). Индивидуальные жилые дома на ул. Самарканд-Дарбада (1985-88).
Автор публикаций: «Город, рождённый дважды» (М., 1970, совм. с С. Р. Адыловым, П. М. Максумовым), «Архитектура советского Узбекистана» (М, 1972, совм. с К. В. Бабиевским, Т. Ф. Кадыровой), а также ряда статей в журнале «Архитектура в СССР».

## Награды
- Государственная премия СССР в области литературы, искусства и архитектуры (в составе группы, за 1975 год) — за архитектуру центра Ташкента (1966—1974)
- Премия Совета Министров СССР (1972, 1974)
- Государственная премия Республики Узбекистан имени Алишера Навои в области архитектуры (1994)[4]
- Заслуженный архитектор Узбекской ССР (1981)